# Омский государственный университет
Омский государственный университет имени Ф. М. Достоевского — высшее учебное заведение в г. Омске; первое учебное заведение города, имеющее статус университета с момента основания. С 2004 года носит имя Фёдора Михайловича Достоевского. Полное наименование — Федеральное государственное автономное образовательное учреждение высшего образования «Омский государственный университет имени Ф. М. Достоевского» (ФГАОУ ВО «ОмГУ им. Ф. М. Достоевского»).

## История
В 1973 г. вышло Постановление Совета министров СССР об организации Омского государственного университета (сокращено - ОмГУ). Идея создания университета в Омске получила общественную и государственную поддержку, и в 1974 г. было открыто новое высшее учебное заведение — ОмГУ. Западная Сибирь стала единственным в стране экономическим регионом, где каждая область или край имели свой университет, и появление университета в Омске отвечало стратегии социально-экономического и культурного развития Омской области, а отчасти соседних областей России и Казахстана. Ректором ОмГУ был назначен профессор В. В. Пластинин. В августе 1974 г. был проведён первый набор из 325 студентов, а в октябре начались занятия, которые вели около 40 преподавателей, пришедших сюда из вузов Омска, Иркутска, Новосибирска, Томска и Москвы. В 1974 г. созданы первые кафедры, библиотека, лаборатории, Музей археологии и этнографии, Музей истории ОмГУ. Все они разместились в одном корпусе, полученном в дар от производственного объединения «Омскнефтеоргсинтез» (ныне - ОНПЗ).
На момент открытия в 1974 году в Омском государственном университете насчитывалось 2 факультета и 11 кафедр. Тогда был проведён первый набор на два факультета: Естественный (со специальностями «Физика», «Химия», «Математика») и Гуманитарный («История», «Правоведение», «Русский язык и литература»). Руководили факультетами доценты В.С. Блинов (естественный) и Н.Ф. Емельянов (гуманитарный). Уже к началу 1975/76 учебного года количество преподавателей с 37 увеличилось до 83 человек. В 1976 году гуманитарный факультет был разделён на два: историко-филологический и экономико-правовой. Помимо 5 новых кафедр была учреждена общеуниверситетская – философии (во главе с профессоров В.Н. Типухиным). В начале 1977 года из естественного факультета был выделен физический (декан – Л.Л. Люзе), создано ещё 4 кафедры (физики твёрдого тела, всеобщей истории, политической экономии, экономики труда). В сентябре того же года историко-филологический был разделён на исторический и филологически , естественный – на математический и химический, вскоре созданы экономический и юридический. В 1979 году состоялся первый выпуск студентов дневного отделения. Успешно окончили университет 323 человека, в том числе 30 человек получили диплом с отличием.
С конца 1990-х гг. ОмГУ активно развивались образовательно-научные направления, что вылилось в трансформацию институциональной структуры университета. На базе отделения «Коммерция» в 1998 году был открыт факультет международного бизнеса Уже в следующем году в университете на базе филиала Алтайского института культуры был учреждён факультет культуры и искусств. 12 мая 1999 года состоялось открытие факультета иностранных языков. Отделения психологии и теологии получили в 2000 году статус факультетов. Факультет компьютерных наук был открыт 1 апреля 2001 года. В 2007 году был создан Институт математики и информационных технологий, который объединил в себе Математический факультет, Центр «Интернет» и Омский региональный центр информатизации. В 2012 году на базе факультета теологии и мировых культур был образован социально-гуманитарный факультет. В его состав вошли также кафедра философии и кафедра социальной работы, педагогики и психологии. Во второй половине 2010-х гг. университет вновь подвергся институциональной трансформации. В 2016 году был создан факультет физической культуры, реабилитации и спорта. Из социально-гуманитарного выделился вновь образованный факультет теологии, философии и мировых культур; кафедра социальной работы вернулась в состав исторического факультета. В начале 2020 года Омский государственный университет прошёл через процедуру реформирования структуры учебных подразделений, по итогам которой были объединены 18 кафедр, а факультет международного бизнеса вошёл в состав экономического факультета. 
Изменилось и позиционирование университета. В 2022 году была утверждена новая символика ОмГУ – логотип, брендбук, зарегистрирован товарный знак. Важным результатом изменений в вузе стало открытие главного корпуса ОмГУ, строительство которого продолжалось 18 лет. Новый корпус, расположенный в историческом центре Омска, в сентябре 2024 года откроет двери для студентов юридического факультета.
К началу 2020-х гг. ОмГУ им. Ф. М. Достоевского осуществляет профессиональную подготовку кадров по 60 направлениям бакалавриата, специалитета и более чем по 30 направлениям магистратуры. Университет включает 12 факультетов,  2 института и 6 учебных центров, Университетский профессиональный колледж, Центр изучения творчества Ф. М. Достоевского, Лингвистический центр, Ассоциацию выпускников, Музей археологии и этнографии, Музей истории; более 70 кафедр, 20 учебных лабораторий, научную библиотеку. Ежегодный выпуск специалистов по всем формам обучения составляет более 2000 человек. Среди преподавателей университета за полвека существования работали 2 заслуженных деятеля науки, 5 заслуженных деятелей культуры, 6 заслуженных юристов РФ, 11 заслуженных работников высшей школы.
27 ноября 2024 в ОмГУ открыли филиал Казахского национального университета имени аль-Фараби.

## Структура
В состав ОмГУ входят 8 факультетов, институт и учебный центр:
- Факультет цифровых технологий и кибербезопасности
- Физический факультет
- Химический факультет
- Юридический факультет
- Факультет экономики, психологии, менеджмента
- Факультет филологии, переводоведения и медиакоммуникаций
- Факультет культуры и искусств
- Факультет истории, теологии и международных отношений
- Институт среднего профессионального образования и довузовской подготовки
- Центр делового образования

## Известные преподаватели
- Адеев, Геннадий Дмитриевич (30.06.1945 — 14.10.2023)— российский учёный, доктор физико-математических наук, профессор Омского государственного университета, заслуженный деятель науки РФ (1997)
- Кукин, Георгий Петрович (1948-2004) - д.ф.м.н., проф., зав. каф. алгебры ОмГУ. Организатор и бессменный председатель жюри городских математических олимпиад в Омске.

## Научная периодика ОмГУ
Вестник Омского университета
С 1996 г. в ОмГУ издаётся собственный научный журнал — «Вестник Омского университета». С 1997 г. Вестник стабильно выпускается 4 раза в год. Журнал содержал в себе разделы по основным научным направлениям, разрабатываемых в ОмГУ. 'Журнал включён ВАК в перечень рецензируемых научных изданий, в которых должны быть опубликованы основные научные результаты диссертаций на соискание учёной степени кандидата или доктора наук.
Математические структуры и моделирование
В 1998 г. был основан научный журнал факультета компьютерных наук «Математические структуры и моделирование». Редакция публикует результаты исследований по фундаментальной и прикладной математике, теоретической физике, компьютерным наукам и смежным проблемам. Официально признан двуязычным в 2018 г., материалы издаются на русском и английском языках. Журнал входит в список ВАК, международную реферативную базу данных zbMATH.
«Вестник Омского университета. Серия „Экономика“»
Первый номер журнала, выпущенный в 2003 г., послужил началом для издания целой серии тематических Вестников. «Вестник Омского университета. Серия „Экономика“» публикует оригинальные научные работы в области экономики, менеджмента, образования, государственного и муниципального управления. Журнал входит в список ВАК, базу данных Ulrich’s Periodicals Directory.
«Вестник Омского университета. Серия „Право“»
В 2004 г. вышел первый номер журнала «Вестник Омского университета. Серия „Право“». Издаётся в сотрудничестве с Арбитражным судом Омской области. Журнал публикует материалы, посвящённые рассмотрению широкому кругу проблем, связанных с юриспруденцией. Входит в список ВАК, базу данных Ulrich’s Periodicals Directory.
«Вестник Омского университета. Серия „Психология“»
Журнал «Вестник Омского университета. Серия „Психология“» издаётся с 2005 г. Тематика публикаций охватывает проблематику по многим направлениям психологической науки и практики. Отличительной чертой журнала является наличие таких разделов, как «научные дискуссии» и «исследования молодых учёных». Размещается в базе данных Ulrich’s Periodicals Directory.
«Вестник Омского университета. Серия „Исторические науки“»
Основан в 2014 г. Журнал «Вестник Омского университета. Серия „Исторические науки“» публикует материалы, посвящённые различным проблемам исторических наук: истории, антропологии, археологии, этнологии, политологии и др. Соучредителем издания является Омский государственный педагогический университет. Входит в список ВАК.
«Коммуникативные исследования»
Международный научный журнал «Коммуникативные исследования» начал издаваться в 2014 г. на базе факультета филологии и медиакоммуникаций ОмГУ им. Ф. М. Достоевского в сотрудничестве с Институтом русского языка им. В. В. Виноградова. Редакция публикует материалы по коммуникативистике, рассматриваемой как междисциплинарное направление в гуманитарных науках. Политика редакции направлена на укрепление связей между научными центрами России и зарубежья. Журнал входит в список ВАК, базы данных Ulrich’s Periodicals Directory и ERIH PLUS.
«Правоприменение»
Научно-практический журнал «Правоприменение» издаётся на базе юридического факультета ОмГУ им. Ф. М. Достоевского с 2017 г. Редакция принимает к публикации научные статьи, затрагивающие проблематику правоприменительной деятельности во всех отраслях права и её теоретические аспекты. Входит в список ВАК, базы данных Ulrich’s Periodicals Directory, Google Scholar.
«Культурное пространство русского мира»
Электронный журнал «Культурное пространство русского мира» издаётся с 2017 г. на базе факультета культуры и искусств ОмГУ им. Ф. М. Достоевского. Тематика сетевого издания включает в себя такие направления, как искусствоведение, культурология, философия, филология, педагогика в сфере культуры. Материалы журнала включены в систему Российского индекса научного цитирования.